# Viktor von Renner
Viktor von Renner (* 18. Dezember 1846 in Kuchel, Königreich Ungarn; † 30. Juli 1943 in Bad Vöslau) war ein österreichischer Lehrer und Numismatiker.
Er studierte 1864 bis 1869 an der Universität Wien Geschichte, Geographie und Germanistik und absolvierte von 1869 bis 1871 das Institut für Österreichische Geschichtsforschung. 1873 legte er die Lehramtsprüfung ab. Von 1871 bis zu seinem Ruhestand 1905 unterrichtete er am Realgymnasium Wien II. Daneben war er von 1881 bis 1905 als Dozent am Städtischen Pädagogium und 1905 bis 1908 als Lehrer am Mädchenlyzeum List tätig.
Bekannt ist er vor allem als Numismatiker, er publizierte zur antiken, mittelalterlichen und neuzeitlichen Numismatik und setzte sich auch für die Verwendung der Numismatik im Schulunterricht ein. 1894 bis 1896 war er Vorstandsmitglied der Österreichischen Numismatischen Gesellschaft, 1906 bis 1919 des Klubs der Münz- und Medaillenfreunde. Von 1894 bis 1898 war er Schriftleiter des „Monatsblattes der Numismatischen Gesellschaft in Wien“, 1906 bis 1919 der „Mitteilungen der Österreichischen Gesellschaft für Münz- und Medaillenkunde“ und 1905 bis 1913 der „Zeitschrift für Münz- und Medaillenkunde“. 

## Veröffentlichungen (Auswahl)
- Catalogue de la collection des médailles grecques de M. le Chevalier Léopold Walcher de Molthein. Paris / Wien 1895 (Digitalisat).